# 지옥의 사천왕
지옥의 사천왕은 격투 요리 전설 비스트로 레시피에 등장하는 가공의 단체이다. 원판이름은 グルメ四天王(구르메 사천왕).

## 소개
*사실 평범한 동물들은 아니고, 미카카(미아미아)의 로켓을 봉인한 격납고를 해제하는 데 쓰이는 열쇠 역할을 한다. 왜 대마왕 쿡이 사천왕으로 삼았는지 알 만하다.

#### 키마(몽키스칸)
성우는 안용욱. 지옥의 사천왕의 일원. 지옥의 사천왕 중에서 유일하게 사람이 아닌 원숭이의 모습을 하고 있으며, 입에서 불을 뿜어내거나, 콧방귀로 요리몬을 카드로 되돌려 버리는 능력을 가지고있다. 말끝에 ~스키를 내는 입버릇이 있다. 에스니카 왕국에서 깨어난 전설의 요리몬 트로피칼에 공격을 받아 사천왕 중에서 첫 번째로 리타이어 당한다. 실제로는 초록색 털을 가진 원숭이였으나 대마왕 쿡의 요리조리 마법으로 사천왕의 일원이 되었다.

#### 마사(마초)
성우는 전인배. 어둠의 사천왕의 일원. 다른 사천왕과는 달리 비겁하고 교활한 것을 싫어하며 정정당당하게 승부를 낼려고 한다. 실제로는 초록색 털을 가진 곰이였으나 돈 쿡의 마법으로 사천왕의 일원이 되었다. 피라냐 떼와 악어 때의 공격을 받고도 멀쩡하게 피라냐와 악어를 제압할 정도의 힘을 가지고 있다.

#### 츄냥(슈라)
성우는 오길경. 어둠의 사천왕의 일원. 부채로 강한 바람을 일으킨다. 아줌마라는 말을 매우 싫어한다. 18화에서 자신의 최고 요리몬 킹만두룡을 소환해 트로피칼과 푸카칸을 압도적으로 제압하였으나, 찬이 일행이 찾은 무지개 고추로 인해 파워업한 트로피칼에게 패배한다. 결국 대마왕 쿡의 번개 공격을 받고 원래 모습으로 돌아간다. 실제로는 꼬리가 두개 달린 여우였으나 돈 쿡의 마법으로 사천왕의 일원이 되었다.

#### 그릴(나이프)
성우는 오인성. 지옥의 사천왕의 일원. 평소에는 자신이 기계인간이라는 것을 숨기기위해 한 눈을 미사일을 장착한 채 평범한 인간의 모습으로 다니고 있다. 23화에서 진짜 모습을 드러내 가드레인저와 합체하여 만드래곤을 압도하는 실력을 보였으나, 아파치의 작전으로 요리몬들이 가드레인저의 각 부분인 전자레인지, 식기세척기, 회전칼날의 스위치를 동시에 키는 바람에 두꺼비집이 나가면서 패배한다. 실제로는 평범한 박쥐였으나 대마왕 쿡의 요리조리 마법으로 기계인형 안에 들어가 있었고, 사천왕의 일원이 되었다.